# Риттер, Мэттью
Мэттью Риттер (англ. Matthew Delis Ritter; 12 мая 1983, Хартфорд) — американский политик, спикер Палаты представителей Коннектикута с 2021 года.

## Биография
Родился в столице штата Коннектикут, городе Хартфорд, в семье политика Томаса Риттера и судьи Кристин Келлер. В 1993-99 годах его отец также был спикером Палаты представителей Коннектикута.
Политическую карьеру Мэттью начинал в городском совете Хартфорда, где руководил комитетами по землеустройству и экономическому развитию и законодательным отношениям. В 2010 году он выиграл праймериз Демократической партии, получив перевес в два голоса над действующим членом палаты представителей Кеннетом Грином (1153 против 1151). Был избран в палату представителей от традиционно демократического 1-го избирательного округа.
С 2021 года является спикером нижней палаты Коннектикута.